# Mixteeks
Het Mixteeks (Mixteeks: Tu'un sávi, Sasahui, Dzadzavi; tű'ű of tő'ő betekent 'woord'/dã'ã of sã'ã betekent 'taal', en savi, davi of dzahui betekent Regen en is de aanduiding voor 'Mixteeks') is een taal uit de Oto-Manguean taalfamilie. Het Mixteeks wordt gesproken door de Mixteken, of Ñűű Davi/Ñűű Sahui, die in het zuiden van Mexico leven. Veel taalkundigen zien het Mixteeks als dialectcontinuüm in plaats van als taal, maar om praktische redenen wordt het vaak als één taal gezien. In het totaal hebben de verschillende dialecten van het Mixteeks 423.216 sprekers (2005).
Mixteeks wordt al sinds precolumbiaanse tijden gesproken. De taal heeft zich redelijk kunnen handhaven, en is tegenwoordig de vierde meest gesproken taal van Mexico. Alleen Spaans, Nahuatl en Yucateeks Maya worden door meer mensen gesproken. Ongeveer 70% van de Mixteken beheerst het Mixteeks. Een deel daarvan is eentalig maar de meesten zijn tweetalig en spreken naast het Mixteeks ook Spaans of, voor degenen die in de Verenigde Staten wonen, Engels.
Opvallende aan het Mixteeks is het dat het evenals de andere talen van de Oto-Manguean taalfamilie een toontaal is; het Mixteeks kent verschillende toonhoogten (in de meeste varianten onderscheiden taalkundigen drie toonhoogten). Verder is het grote aantal dubbele medeklinkers opvallend. Er is een organisatie die poogt het Mixteeks te standaardariseren.